# ユリアン・ボルナー
ユリアン・ボルナー（Julian Börner, 1991年1月21日 - ）は、ドイツ・ヴァイマル出身のサッカー選手。ポジションはディフェンダー。センターバックのほか、セントラルミッドフィルダーのポジションでもプレーできる。

## 経歴
2009年8月、エネルギー・コットブスと3年契約を結んだ。
2014年7月、コットブスの3部降格に伴い、同じ3部のアルミニア・ビーレフェルトと単年契約を結んだ。2017年夏にはキャプテンに就任した。
2019年7月10日、シェフィールド・ウェンズデイFCに移籍した。
2021年8月2日、ハノーファー96に加入した。